# Bartoloměj I.

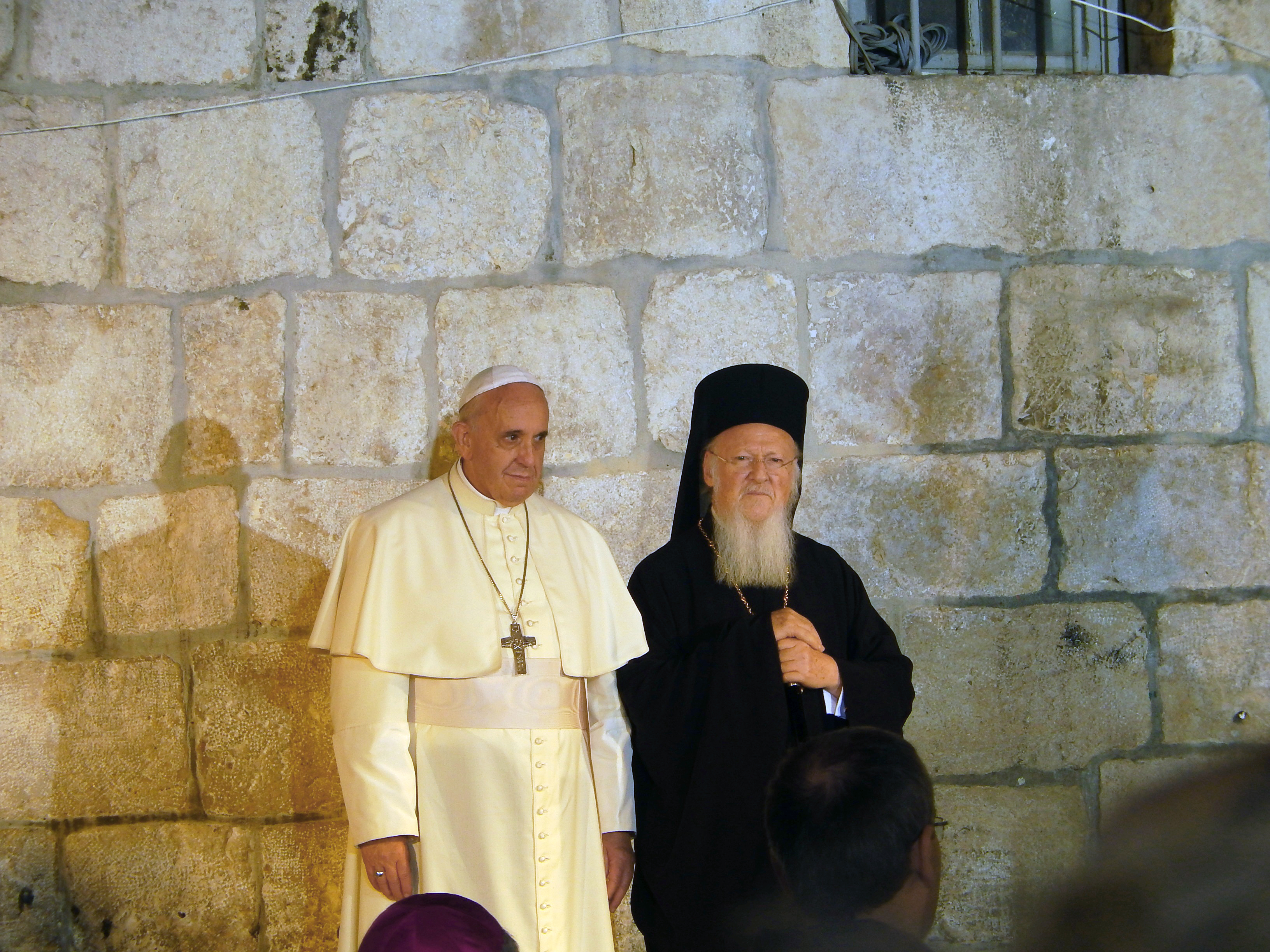
Patriarcha Bartoloměj I. s papežem Františkem

Bartoloměj I. (transliterace Vartholomeos I., občanským jménem Dimitrios Archondonis, řecky Δημήτριος Αρχοντώνης, * 29. února 1940, turecký ostrov Gökçeada) je konstantinopolský arcibiskup a pravoslavný patriarcha.

## Život
Je příslušníkem řecké národnostní menšiny v Turecku. V roce 1961 byl vysvěcen na diákona a přijal mnišské jméno Vartholomeos (Bartoloměj). Na kněze byl vysvěcen v roce 1969. V roce 1973 se stal biskupem s titulem metropolita Filadelfie. Byl blízkým spolupracovníkem pravoslavného patriarchy Démetria I. V roce 1990 se stal metropolitou Chalkedonu. Po smrti patriarchy Démetria I. v roce 1991 byl zvolen za jeho nástupce. Do úřadu patriarchy byl slavnostně intronizován 2. listopadu 1991.
Bartoloměj I., který je jako ekumenický patriarcha nejvyšším představitelem pravoslavného křesťanství, udržuje (podobně jako jeho předchůdci Athenagoras I. a Démetrios I.) intenzivní ekumenické vztahy s katolickou církví. Opakovaně přijel do Říma, aby se zde setkal s papeži Janem Pavlem II. (1995), Benediktem XVI. (2004), Františkem (2018) a Lvem XIV. (2025). Papež Benedikt XVI. se během návštěvy Turecka v roce 2006 zúčastnil slavnostní liturgie u příležitosti svátku sv. Ondřeje (30. listopadu) s patriarchou Bartolomějem I. v katedrálním chrámu sv. Jiří v istanbulské čtvrti Fanar. Patriarcha Bartoloměj I. se zase recipročně zúčastnil mše svaté papeže Benedikta XVI. ve svatopetrské bazilice ve Vatikánu na svátek sv. Petra a Pavla 29. června 2008.
V Istanbulu přivítal osobně 2 papeže: v r. 2006 papeže Benedikta XVI. a v r. 2014 papeže Františka.
Několikrát také navštívil Českou republiku: poprvé 26. června 1998 (setkání s Václavem Havlem) a dále 24. května 2013 (Brno) a  často vystoupil na Fóru 2000 (v r. 2016, 2019 a 2021).
Patriarcha Bartoloměj I. je znám svou podporou ekologického hnutí a proto bývá označován také jako „zelený patriarcha“.

## Tituly
Oficiálním titulem Ekumenického patriarchy je:
Jeho Svatost, Bartoloměj I., arcibiskup Konstantinopole, Nového Říma, a ekumenický patriarcha
v řečtině:
Η Αυτού Θειοτάτη Παναγιότης ο Αρχιεπίσκοπος Κωνσταντινουπόλεως Νέας Ρώμης και Οικουμενικός Πατριάρχης Βαρθολομαίος Αʹ
Oficiální titul uznaný Tureckou republikou:
Bartoloměj I., Patriarcha Fener Rum pravoslavného patriarchátu v Istanbulu

## Ocenění a vyznamenání

### Státní vyznamenání
- velkokříž Řádu rumunské hvězdy – Rumunsko, 1999
- Řád kříže země Panny Marie I. třídy – Estonsko, 9. října 2000[1]
- velká čestná dekorace ve zlatě na stuze Čestného odznaku Za zásluhy o Rakouskou republiku – Rakousko, 2004[2]
- Řád zlatého rouna – Gruzie, 2007[3]
- Řád knížete Jaroslava Moudrého I. třídy – Ukrajina, 2008[4]
- Velkolímec Řádu orla Gruzie a Bezešvé tuniky našeho Pána Ježíše Krista, z rukou korunního prince Davida Bagrationa z Mukhrani, 2011
- Řád republiky – Moldavsko, 2016[5]
- Řád bílého dvojkříže II. třídy – Slovensko, 27. května 2013 – udělen prezidentem Slovenska Ivanem Gašparovičem[6]
- Řád svobody – Ukrajina, 27. července 2013 – za vynikající církevní aktivity zaměřené na zvýšení prestiže pravoslaví ve světě[7]
- Řád Stará planina I. třídy – Bulharsko, 2015
- velkokříž Řádu zásluh o Italskou republiku – Itálie, 12. září 2016[8]
- Řád za zásluhy I. třídy – Ukrajina, 5. ledna 2019 – za vynikající osobní přínos k rozvoji místní pravoslavné církve Ukrajiny, za zvýšení prestiže pravoslaví ve světě a za mnoho let činnosti potvrzující ideály spirituality, milosrdenství a souladu s vyznáním[9]

### Ocenění
- 1997 – Zlatá medaile Kongresu, USA,
- 2002 – Cena Sophie za práci v oblasti životního prostředí,
- 2008 – v dubnu jej týdeník Time zařadil do seznamu 100 nejvlivnějších lidí na svět,.
- 2013 – Global Thinkers Forum za Dokonalost v míru a spolupráci,
- 2025 – Templetonova cena.[10]

## Čestné doktoráty
- Austrálie 
  - Flinderská univerzita
- Belgie
  - Katholieke Universiteit Leuven
- Filipíny
  - Adamsonova univerzita
- Francii 
  - Pravoslavný teologický ústav svatého Sergeje, Provensálská univerzita
- Kanada
  - St. Andrew's College, Université de Sherbrooke
- Rusko
  - Moskevská státní univerzita
- Rumunsko 
  - Jaská univerzita, Bukurešťská univerzita
- Řecko
  - Národní a Kapodistrianská univerzita v Athénách, Aristotelova univerzita v Soluni, Technologický vzdělávací institut v Kavale, Démokritova univerzita v Thrákii, Krétská univerzita, Ioánninská univerzita, Egejská univerzita, Univerzita Západní Makedonie, Thessálijská univerzita
- Spojené království
  - Londýnská městská univerzita, Exeterská univerzita, Edinburská univerzita
- Spojené státy americké
  - Vysoká škola Svatého Kříže Řecké pravoslavné školy teologie, Fordham University, Georgetownská univerzita, Tufts University, Southern Methodist University, Yaleova univerzita, Pravoslavný teologický seminář Svatého Vladimíra